# 1,1,1-trichloorethaan
1,1,1-trichloorethaan is een organische verbinding met als brutoformule C2H3Cl3. Het is een kleurloze vloeistof, die voor het eerst werd gesynthetiseerd door Henri Victor Regnault in 1840.

## Synthese
1,1,1-trichloorethaan wordt chemisch bereid uit vinylchloride in een tweestapsproces. Vinylchloride reageert in een eerste stap met waterstofchloride om zo 1,1-dichloorethaan te vormen:
{\displaystyle {\ce {C2H3Cl + HCl -> C2H4Cl2}}}
Vervolgens reageert 1,1-dichloorethaan met dichloor onder ultraviolette straling, zodat uiteindelijk 1,1,1-trichloorethaan wordt gevormd:
{\displaystyle {\ce {C2H4Cl2 + Cl2 -> C2H3Cl3 + HCl}}}

## Toepassingen
1,1,1-trichloorethaan werd vooral gebruikt als oplosmiddel. Voor het Montréal-protocol werd het ook als poetsmiddel voor metalen en printplaten, als drijfgas in spuitbussen, als oplosmiddel voor fotoresisten, inkten, verven, lijmen en dergelijke meer. Sedert 1996 is het gebruik van 1,1,1-trichloorethaan erg beperkt geworden, omdat het ernstige beschadigingen aan de ozonlaag zou aanbrengen. In laboratoria wordt wel nog gebruikgemaakt van de stof.

## Toxicologie en veiligheid
De stof ontleedt bij verhitting of bij verbranding, met vorming van giftige en corrosieve dampen (fosgeen en waterstofchloride). Ze reageert hevig met aluminium, mangaan en hun legeringen, alkalimetalen, sterk oxiderende stoffen, aceton en zink. 1,1,1-trichloorethaan tast ook natuurlijk rubber aan. Mengsels van 1,1,1-trichloorethaan met kalium of zijn legeringen zijn schokgevoelig. De stof reageert traag met water, waarbij corrosief waterstofchloride vrijkomt.